# 大陸仔 (海南)

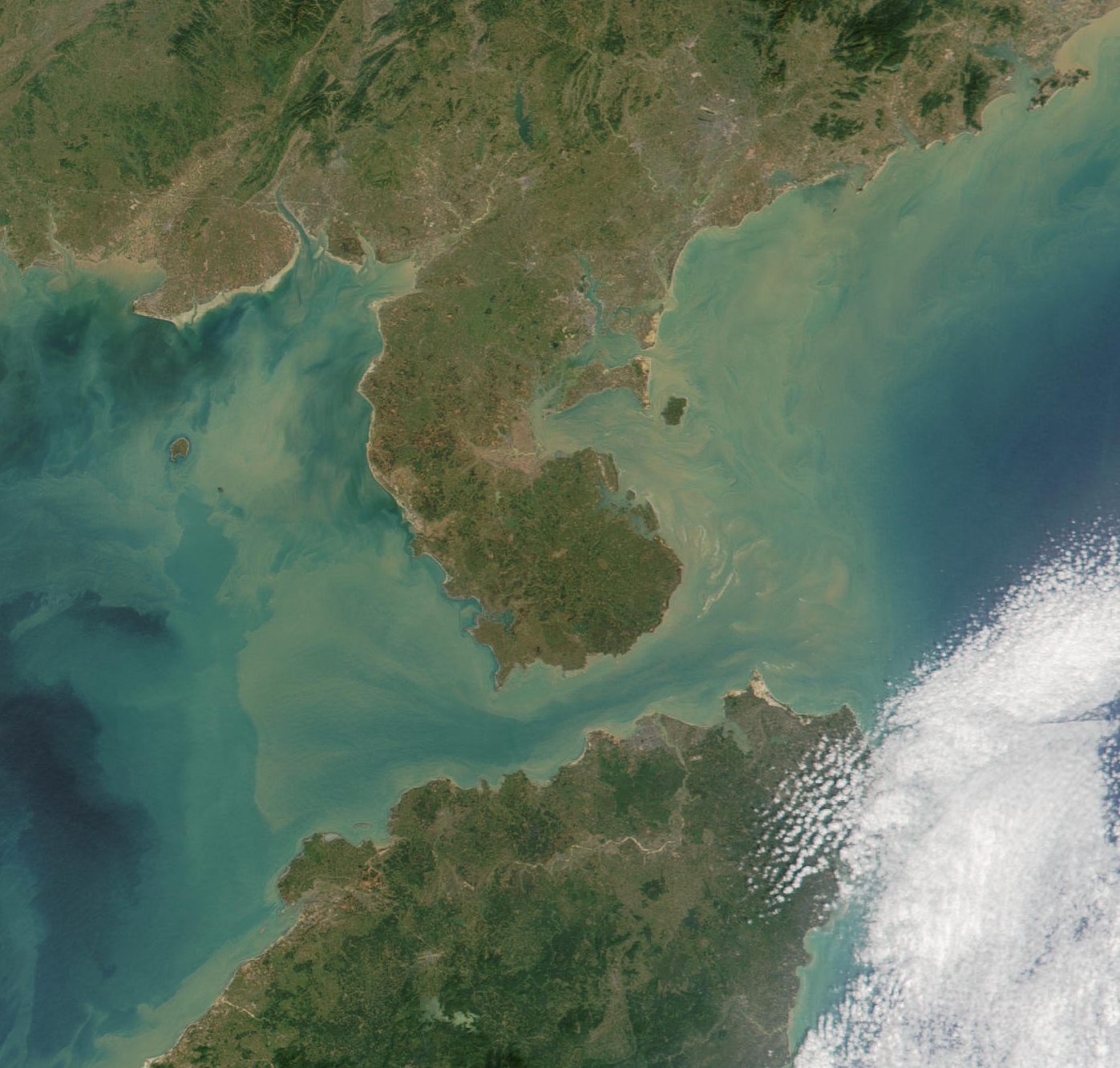
瓊州海峽，有中國大陸的網民認為這個是屬於中性的詞語，只是地理上的區分。

大陸仔（海南話拼音方案：ddai6 log7 gia3）為海南人對地理意义上的中國大陸人（政治意义上的除海南人以外的中国大陆人）的一種稱呼，源於海南話，此詞不時使用。有海南的網民認為這個是屬於中性的詞語，只是地理上的區分，亦有中國大陸的網民認為屬於貶義，是一個有政治色彩的概念。

## 伸延閱讀
- 大陸仔 (香港)
- 中國人
- 外省人
- 阿陸仔
- 海南人